# Pseudoeurycea boneti
Pseudoeurycea boneti är en groddjursart som beskrevs av Alvarez och Martín 1967. Pseudoeurycea boneti ingår i släktet Pseudoeurycea och familjen lunglösa salamandrar. IUCN kategoriserar arten globalt som sårbar. Inga underarter finns listade i Catalogue of Life.